# Charles Montagu, 1st Earl of Halifax
Charles Montagu, 1. grof Halifaxški, PRS, angleški pesnik, * 16. april 1661, † 19. maj 1715.
Med letoma 1690 in 1695 je bil predsednik Kraljeve družbe.